# Blanca Lleó Fernández
Blanca Lleó Fernández, (Madrid, 1959) és una arquitecta, guanyadora de diversos premis Nacionals d'Arquitectura.

## Trajectòria professional
Blanca Lleó va estudiar arquitectura a l'Escola Tècnica Superior d'Arquitectura de Madrid, on es va titular com a arquitecta.
Es va doctorar l'any 1996 en Arquitectura per l'Escola Tècnica Superior d'Arquitectura de Madrid, sent el títol de la seva tesi: “La casa, sueño de habitar en el proyecto moderno, un proyecto inacabado”, per la qual va rebre el Premi Extraordinari Tesi Doctoral de la Universitat Politècnica de Madrid 1995-1996, i l'any 1997 el primer Premi I Concurs de Tesis Doctorals d'Arquitectura de la Fundació Caixa d'Arquitectes.
Com a docent va arribar a catedràtica de Projectes Arquitectònics i Adjunta a la Direcció de l'Escola Tècnica Superior d'Arquitectura de Madrid. També va realitzar estades com professora visitant en Rhode Island School of Design, Cranbrook Academy of Art, Princeton University (USA) i Cambridge University (UK). Com tot personal docent d'Universitat, també es dedica a la recerca centrant-la en l'habitatge modern i contemporània, quedant recollida en diverses publicacions i llibres, com a Informe Habitar (Madrid 2006) i Sueño de Habitar (Barcelona, 1998, 2005).
Va fundar en 1985 el seu propi estudi d'arquitectura on ha realitzat entre altres els projectes:
- Faro de Nules (1989-1991) (1er premi concurso nacional), promogut pel MOPU.[2]
- la Presó de Jaén, (1985-91). En aquest projecte, l'equip dirigit per l'arquitecta i compost pels arquitectes Jesús Sant Vicent i Juan Ignacio Mera, s'havia de dissenyar el prototip per a les presons espanyoles de la recentment estrenada democràcia. La proposta és una solució modular, contrària al model panòptic vuitcentista, i adaptada al nou marc legal. S'aposta per la prefabricación, la llum natural i la integració de serveis tals com a biblioteca, aules de formació, patis i instal·lacions esportives.[3]
- l'Ajuntament de Lorca (1989-94) (1er premi concurso nacional d'idees), en col·laboració amb Javier Maroto. La proposta és un edifici-pont que conserva part de l'edifici del segle xviii i afegeix nous espais per a ús administratiu i institucional en una arquitectura que resulta dinàmica i fluïda a força de la continuïtat espacial que generen la transparència del contenidor i la successió de buits i nuclis de comunicació vertical.[4]
- el Parc de les Salines a Cadis (1991) (1er premi concurso nacional d'idees), projecte del que és també autor l'arquitecte Javier Maroto, que destaca per la seva intenció de potenciar “l'espai social de la naturalesa”, la seva capacitat per aglutinar diversos usos, més enllà del paisatgístic, sense renunciar a la sostenibilitat ambiental. Després del concurs i l'execució del projecte l'àrea va ser declarada Parc Natural.[5]
- l'autobús-biblioteca Bibliobus (1984-85), dissenyat conjuntament amb Jesús San Vicente i Pedro Urzaiz. Es tracta d'un autobús-biblioteca promogut pel Ministeri de Cultura per apropar el servei de préstec de llibres a poblacions sense biblioteca fixa en la Comunitat de Madrid.[6]

També ha centrat la seva creativitat en el disseny dels edificis d'habitatges socials:
- Mirador (165 vpo), 156 habitatges VPP, en Sanchinarro (Madrid), amb MVRDV (primer premi concurso, 2001-05);[7]
- Gelosia (146 vpo), 146 habitatges VPP, en Sanchinarro (Madrid), amb MVRDV (2003-09), façana de formigó, 30 patis en altura salteados; i el edifici Mare Déu (97 vpo) a Barcelona, 97 habitatges en lloguer per a joves, sent un projecte experimental en un sentit ampli, tant pel mateix concepte, com pel mateix sistema constructiu, ja que el disseny de les instal·lacions i la solució de façana estan pensats per a una major sostenibilitat (econòmica i ambiental) i eficiència de l'edifici.

Com a activitats paral·leles, ha siso comissària i dissenyadora de les Exposicions Ignazio Gardella en el MOPU i Isabel Muñoz L'Amor i l'Èxtasi al Canal Isabel II PhotoE. I la seva obra és reconeguda i valorada mundialment, i ha aconseguit premis de l'Ajuntament de Madrid, Biennal Arquitectura Espanyola, premi Endesa, finalista FAD, seleccionada Premi Mies van der Rohe.

## Publicacions
Blanca Lleó Fernández ha publicat diversos llibres i publicacions d'entre els quals podem destacar: 
- Sueño de Habitar. Col·lecció Arquithesis 3. Ed. Fundació caixa d'Arquitectes. 206 pgs. Barcelona, 1998. ISBN 84-922594-4-2.[8]
- 156 Housing. Sanchinarro 11. Housing Projects, 15 Proyectos de vivienda I.M.V. Editorial Rueda. 2003 Pg. 14-25. ISBN 84-7207-138-3.
- Llibre editat per EMVS. ISBN 978-84-935142-9-7. 223 pàgines. Nov. 2.006.
- “Perfiles y siluetas de Madrid”. Llibre editat per Abertis Telecom pel 25 aniversari de Torrespaña. 2007 Dep. legal: M-41146-2007. Pag. 132-133.
- Publicació. Edificio Celosía en Architecture & Culture. Nº 341 pags. 52-61.
- “Contemporary Architecture”. Links. 2009 ISBN 978-84-96969-20-9.
- Publicació. Edificio Gelosia en revista Domus, nº 931 12/09, pags. 14-19. ISBN 9783836509619
- “Habitantes, vecinos y ciudadanos. Arquitectura para la vida cotidiana”. Llibre de el “Ciclo de Conferencias de Humanidades, Ingeniería y Arquitectura” editat per la UPM. 2010 Pags. 121-138. ISBN 978-84-692-8472-8.
- “Proyectar”. Catàleg editat pel Ministeri d'Habitatge amb motiu de la desena edició del concurs Europan.2010 Pags. 215-217. ISBN 978-84-937270-0-0.